# Mausoleo onoriano

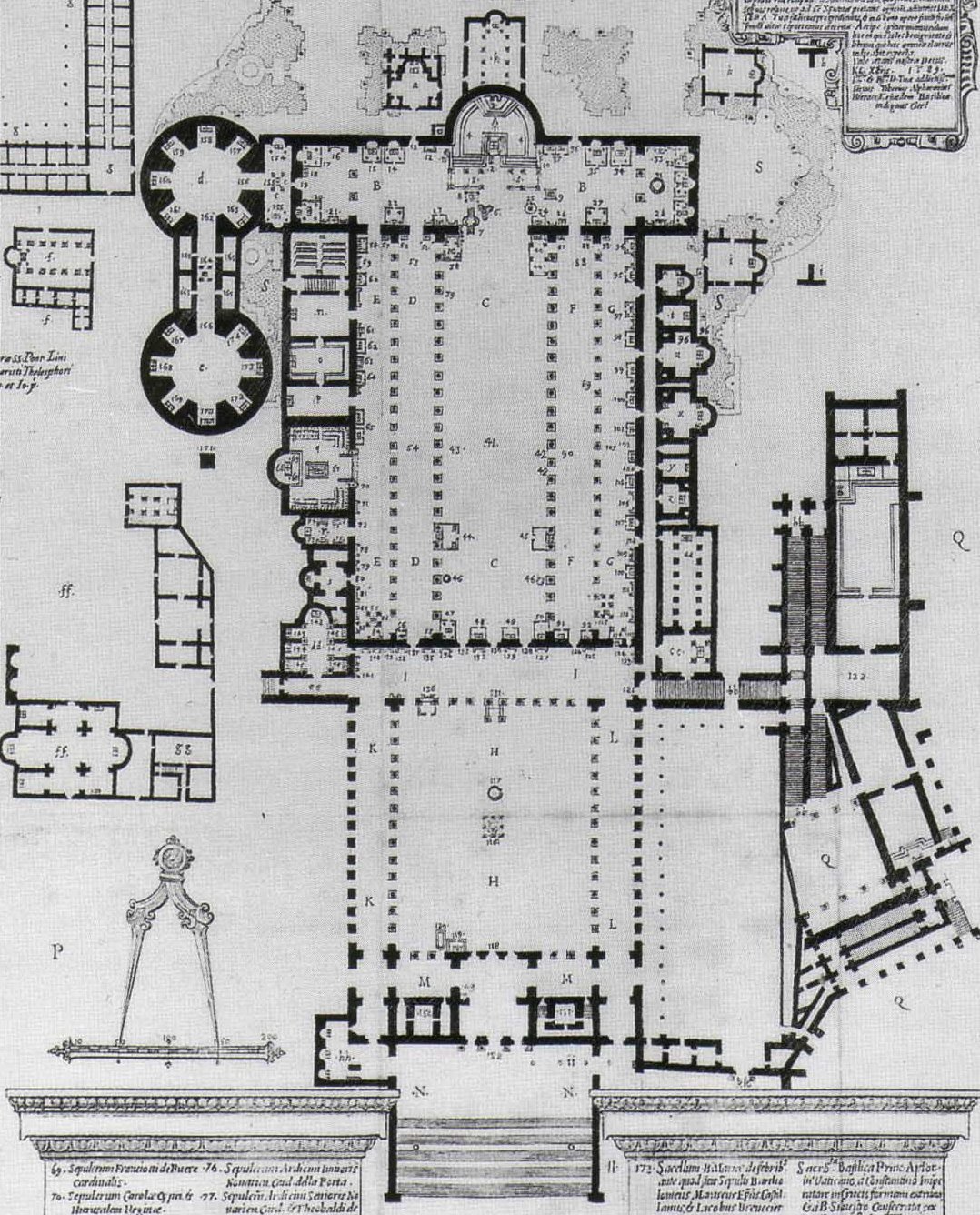
Pianta dell'antica basilica di San Pietro in Vaticano; in alto a sinistra nell'immagine si vedono due edifici a pianta circolare annessi alla chiesa, dei quali quello più in alto è l'antico mausoleo di Onorio, divenuto poi, con la traslazione delle reliquie della «figlia» di san Pietro, la Rotonda di Santa Petronilla

Il mausoleo onoriano fu un monumento eretto vicino all'antica basilica di San Pietro in Vaticano per ospitare i resti dell'imperatore Onorio e della sua famiglia; successivamente vi furono traslati i resti mortali di santa Petronilla, e assunse il nome di cappella o rotonda di Santa Petronilla o anche, data la particolare devozione dei Re di Francia per questa santa, Cappella dei Re di Francia. Durante il Rinascimento fu erroneamente identificata con un Tempio di Apollo.
Il mausoleo fu demolito nel corso del XVI secolo, per fare posto al transetto meridionale della nuova basilica di San Pietro in Vaticano.

## Storia
Il mausoleo onoriano fu eretto probabilmente all'inizio del V secolo. Ospitò i resti mortali di Maria, prima moglie di Onorio (morta nel 408), poi quelli di Termanzia, sorella di Maria e seconda moglie di Onorio (morta nel 415). Nel 423 vi fu sepolto Onorio; nel 450 vi fu sepolta anche la sorella di Onorio, Galla Placidia, che andò così a unirsi ai resti mortali del figlio morto infante, Teodosio, traslato nel mausoleo con tutti gli onori pochi mesi prima.

### Riscoperta del Mausoleo
Nel giugno 1458 furono effettuati degli scavi in quella che era ormai nota da tempo come Cappella di Santa Petronilla, e fu trovato un sontuoso sarcofago in marmo contenente due bare in cipresso, una grande e una piccola, foderate d'argento, con all'interno due corpi, un adulto e un bambino, avvolti in vestiti intessuti d'oro. La fonte, Nicolò di Viterbo, parla di 832 libbre d'argento, pari a oltre 272 kg di metallo prezioso, e 16 di oro, pari a 5 kg, poi fatti fondere da papa Callisto III; alcuni studiosi hanno ipotizzato che si potesse trattare dei resti di Galla e del suo primogenito Teodosio.

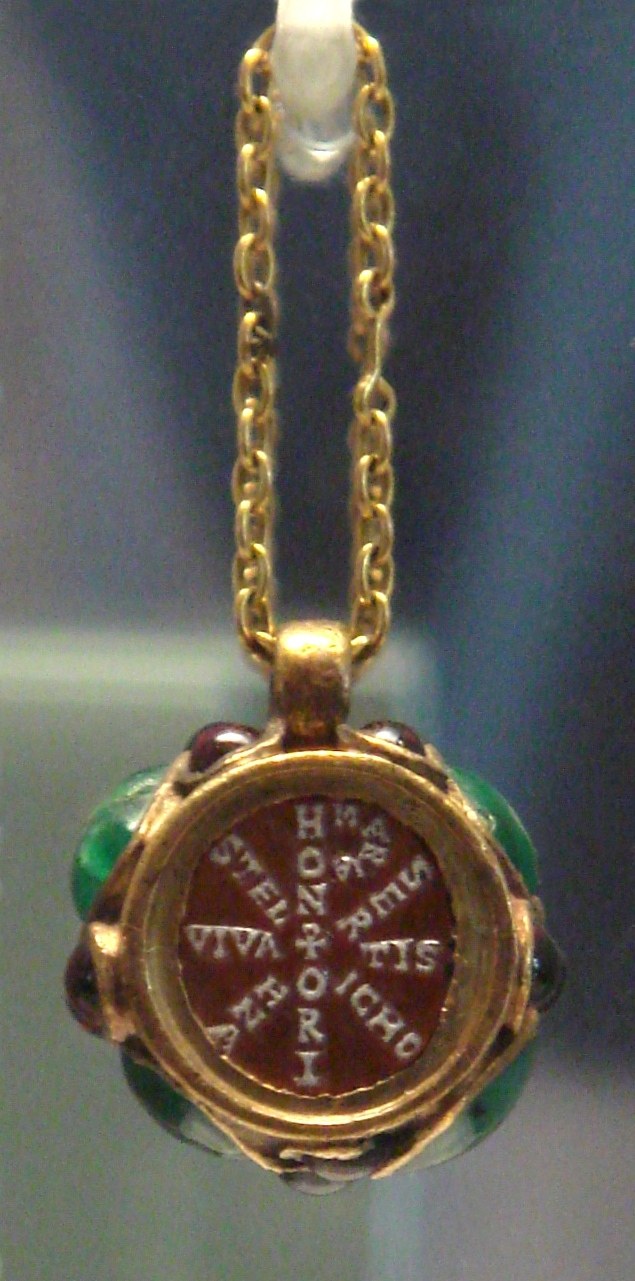
Bulla facente parte dei doni nuziali di Onorio a Maria, e ritrovata nella tomba di quest'ultima nel Mausoleo onoriano, durante l'esplorazione del 1544.

Nel 1544 la tomba di Maria fu aperta, e vi furono ritrovati i resti dell'imperatrice con un sontuoso corredo di preziosi, composti dal mundus muliebris (doni nuziali) di Maria e dalla sua toletta personale. A tal proposito Rodolfo Lanciani racconta:
In un secondo cestello di argento sbalzato, posto sul lato sinistro, furono ritrovati centocinquanta oggetti: anelli d'oro con pietre incastonate, orecchini, collane, bottoni, spille per capelli eccetera, ricoperti di smeraldi, perle e zaffiri; una noce d'oro, che si apriva a metà; una bulla pubblicata in un lavoro di Mazzucchelli; e uno smeraldo inciso con il busto di Onorio, valutato cinquecento ducati. Gli oggetti d'argento erano scarsi; di questi troviamo menzionati solo una pinza per capelli e una cerniera a sbalzo.
Le lettere e i nomi incisi su alcuni pezzi provano che formavano il mundus muliebris (doni nuziali) e gli articoli di toletta di Maria [...] A fianco dei nomi dei quattro arcangeli – Raffaele, Gabriele, Michele e Uriele – incisi su di una fascia d'oro, quelli di  Domina Nostra Maria e di Dominus Noster Honorius comparivano su altri oggetti. La bulla era incisa con i nomi di Onorio, Maria, Stilicone, Serena, Termanzia e Eucherio, posti a raggiera a formare una doppia croce con l'esclamazione "Vivatis!" tra loro. Con l'eccezione di questa bulla, [...] ciascun pezzo è scomparso. [...] Non si trattava del lavoro di orefici del quinto secolo, ma erano di origine classica; infatti rappresentavano una porzione dei gioielli imperiali, che Onorio aveva ereditato dai suoi predecessori, e che aveva offerto a Maria in occasione del suo matrimonio. Claudiano, il poeta di corte, li descrisse espressivamente come quelli che avevano brillato sul petto e la testa delle imperatrici dei giorni andati.»
(Rodolfo Lanciani, Pagan and Christian Rome, Houghton, Mifflin and Company, Boston and New York, 1892, pp. 204-206.)